# 백사면
백사면(栢沙面)은 대한민국 경기도 이천시의 북동쪽에 위치한 면이다.

## 개요
백사면은 지리적으로 한수 이남·북을 연계하는 위치에 있으며, 구조적으로 쌀, 산수유, 축산, 인삼, 화훼, 약초 등을 주소득원으로 하는 전형적인 농업 지역이다. 역사 유적지나 문화재로는 이천 백송, 도립리 반룡송과 산수유마을 육괴정, 현방리 고인돌, 송말리 영원사, 안동김씨 고가가 있다.

## 법정리
- 경사리(京沙里)
- 내촌리(內村里)
- 현방리(玄方里)
- 우곡리(牛谷里)
- 신대리(新垈里)
- 도지리(道知里)
- 도립리(道立里)
- 송말리(松末里)
- 모전리(牟田里)
- 백우리(白隅里)
- 상용리(上龍里): 상룡리라고도 함
- 조읍리(助邑里)

## 교육
- 백사초등학교
- 도지초등학교
- 백사중학교

## 문화재
- 백송 - 천연기념물 제253호
- 반룡송 - 천연기념물 제381호

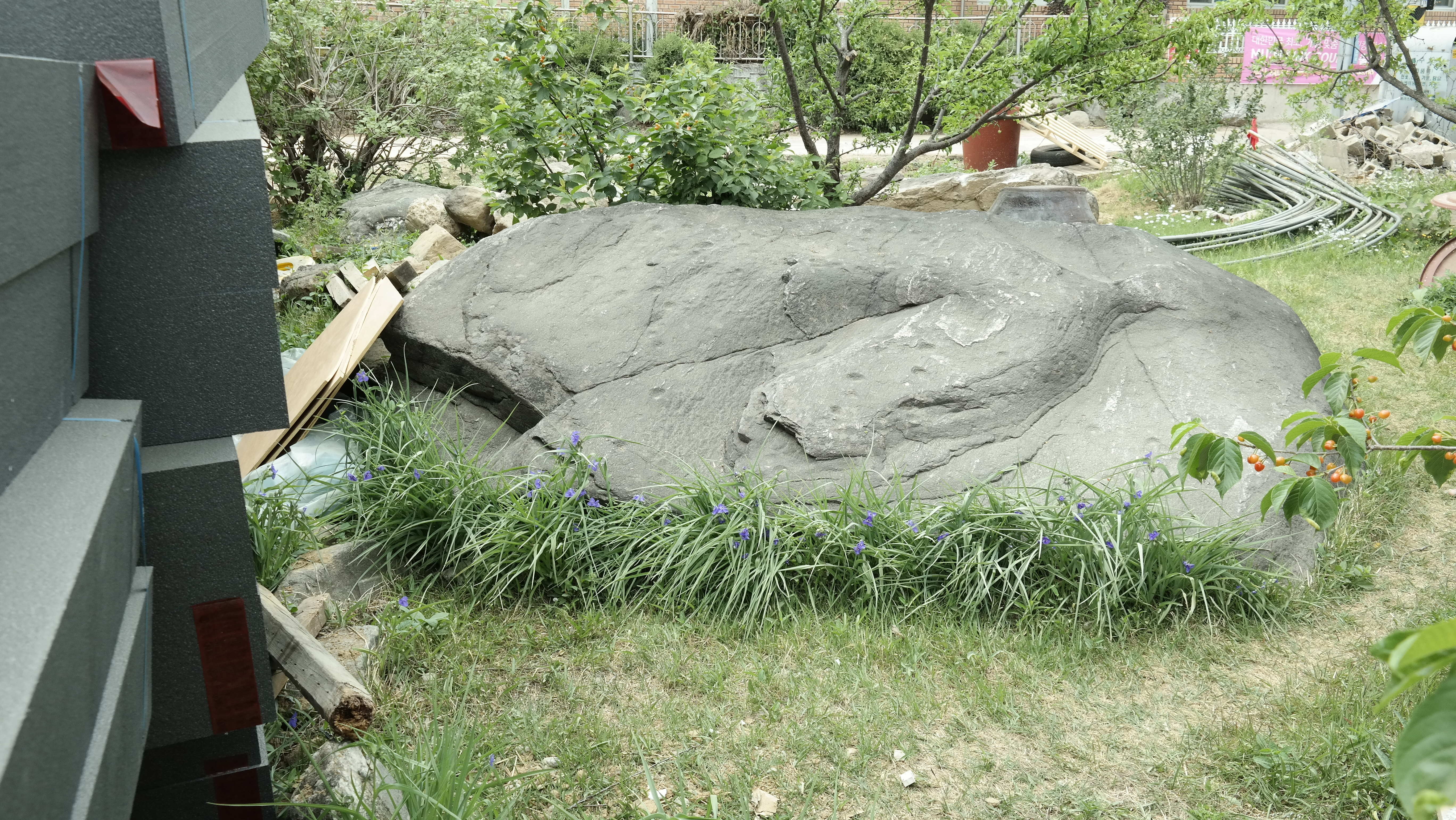
현방리 민가 고인돌 제2호

- 김좌근 고택 - 경기도 민속문화재 제12호
- 육괴정 - 이천시 향토유적 제13호
- 영원사
- 산수유마을
- 도립서당

## 아파트
| 단지명                    | 건설사         | 시행사     | 주소                        | 입주        | 비고 |
| ------------------------- | -------------- | ---------- | --------------------------- | ----------- | ---- |
| 모전리 현대               | 현대건설       | ㈜흥선건설 | 백사면 청백리로 53 (모전리) | 1997년 5월  |      |
| 이천 신안실크밸리 더 포레 | 신안건설산업㈜ |            |                             | 2024년 11월 |      |